# Ksar El Abtal
Ksar El Abtal (în arabă قصر الأبطال) este o comună din provincia Sétif, Algeria.
Populația comunei este de 23.833 de locuitori (2008).